# Igualtat social

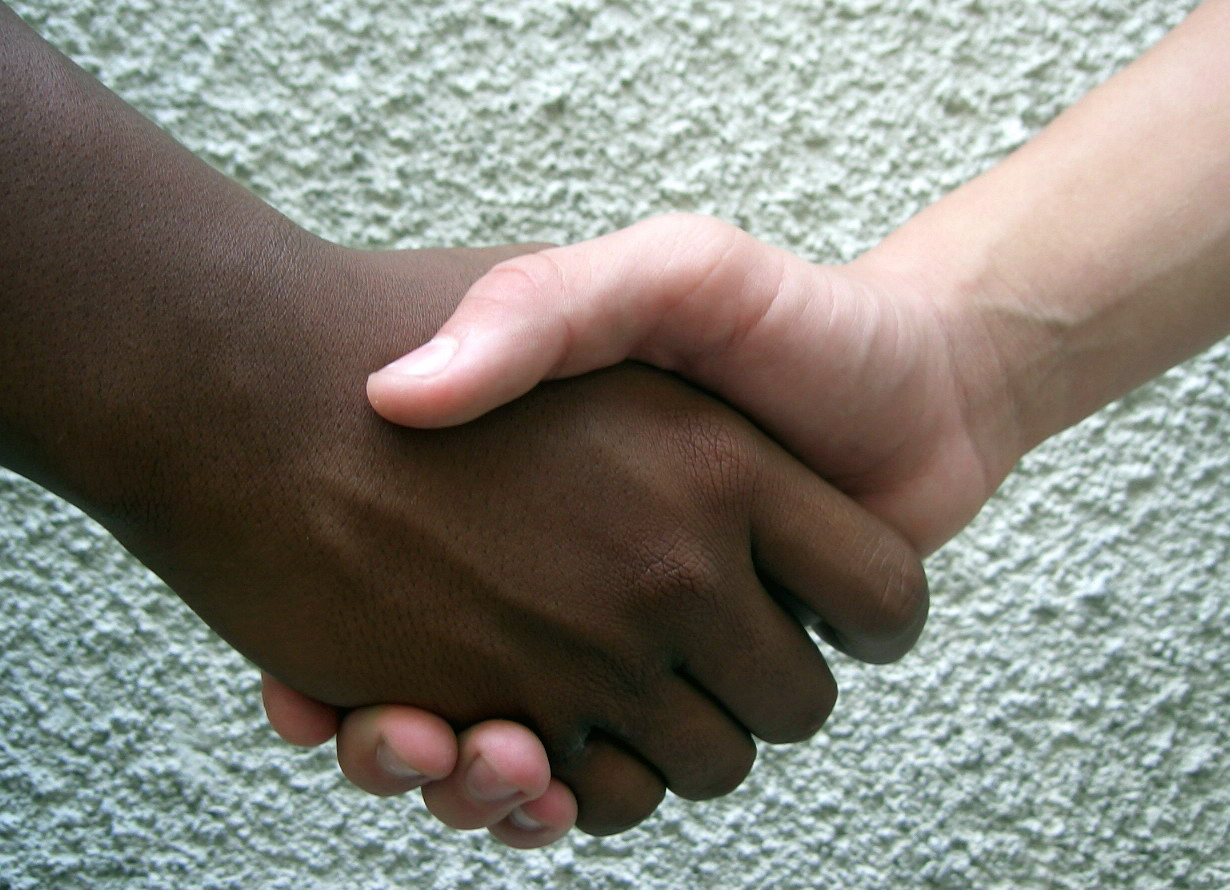
Igualtat social

La igualtat social és l'objectiu de buscar una mateixa quantitat de riquesa, de felicitat, de respecte i d'igual tracte en la justícia per a totes les persones. Al món hi ha moltes desigualtats, degudes a causes històriques, geogràfiques o econòmiques.
Per a la Generalitat de Catalunya, l'equilibri entre el reconeixement de la diversitat i el deure de garantir la igualtat obliga a definir orientacions d'actuació. Primer, cal garantir una fluida relació entre l'estructura formal (l'administració, les institucions i els poders polítics) i les confessions religioses, per exemple; en segon lloc, cal compartir un marc comú de drets i de deures pel conjunt d'organitzacions, d'agents socials i d'individus. En aquest procés de gestió de la pluralitat es fa imprescindible la definició i concreció d'un marc que garanteixi la llibertat individual i col·lectiva en els diferents àmbits d'interacció (el treball, l'escola, els serveis de salut, el barri, etc.), amb l'única limitació de la protecció dels drets fonamentals per a totes les persones.